# Camí del Llobregat
El Camí del Llobregat, o GR 270, és una via blava i sender de gran recorregut, amb un traçat aproximat d'uns 186 quilòmetres que uneix les poblacions de Castellar de n'Hug i el Prat de Llobregat travessant les comarques del Berguedà, el Bages, el Baix Llobregat, el Vallès Occidental i el Barcelonès seguint tot el curs del riu Llobregat des del naixement fins a la seva desembocadura al mar.
Actualment el tram entre el Pont del Diable (Martorell) i la desembocadura del Llobregat està totalment establert com un sender de gran recorregut (amb la denominació GR-270) i és transitable a peu i en bicicleta. Al tram superior del traçat s'han realitzat diverses actuacions i caldrà dur-ne més a terme per poder-lo obrir completament.
Està previst que el Camí del Llobregat enllaci amb les vies blaves del Cardener i l'Anoia que resseguiran els cursos fluvials del Cardener i l'Anoia, respectivament.
El projecte del camí del Llobregat està impulsat per la Diputació de Barcelona amb el suport de la Generalitat de Catalunya i a més d'aconseguir la connexió entre territoris i municipis, apropant les persones al riu també vol promocionar el patrimoni, la cultura i el paisatge, ampliar l'oferta de qualitat d'activitats d'oci i salut, i fer difusió dels valors ambientals.
El pressupost per implantar totalment el Camí del Llobregat és de 14 milions d'euros.

## Etapes
- Castellar de n'Hug - Guardiola de Berguedà > +585 m. > 6h20' > 21 km.
- Guardiola de Berguedà - Sant Jordi de Cercs > +734 m. > 5h30' > 15,5 km.
- Sant Jordi de Cercs - Gironella > +678 m. > 8h. > 24,5 km.
- Gironella - Navàs > +501 m. > 5h20' > 19,7 km.
- Navàs - Navarcles > +434 m. > 6h40' > 24,7 km.
- Navarcles - Monistrol de Montserrat > +488 m. > 8 h. > 26,9 km.
- Monistrol de Montserrat - Martorell > +405 m. > 5h30' > 22 km.
- Martorell - Sant Boi de Llobregat > +171 m. > 5 h. > 19,9 km.
- Sant Boi de Llobregat - Delta del Llobregat > +75 m. > 3h1' > 24,5 km.